# Divisões administrativas de Tonga

Divisões administrativas de Tonga.

Tonga, constituído de um arquipélago de 172 ilhas, é administrativamente dividido em 5 divisões e 23 distritos.
- Tongatapu
  - Kolofo'ou
  - Kolomotu'a
  - Vaini
  - Tatakamotonga
  - Lapaha
  - Nukunuku
  - Kolovai
- Vava'u
  - Neiafu
  - Pangaimotu
  - Hahake
  - Leimatu'a
  - Hihifo
  - Motu
- Ha'apai
  - Pangai
  - Foa
  - Lulunga
  - Mu'omu'a
  - Ha'ano
  - 'Uiha
- 'Eua
  - 'Eua Motu'a
  - 'Eua Fo'ou
- Ongo Niua
  - Niua Toputapu
  - Niua Fo'ou